# Кашина Роса (Павија)
Кашина Роса је насеље у Италији у округу Павија, региону Ломбардија.
Према процени из 2011. у насељу је живело 92 становника. Насеље се налази на надморској висини од 105 м.